# John Saxbee
John Charles Saxbee (* 7. Januar 1946 in Bristol) ist ein englischer anglikanischer Theologe. Er war von 2001 bis 2011 Bischof von Lincoln in der Church of England.

## Leben
Saxbee studierte an der University of Bristol und machte dort 1968 seinen Bachelor of Arts. Anschließend studierte er Theologie und Philosophie am St. John’s College der University of Durham, wo er 1974 mit einem Ph.D. abschloss. Seine Doktorarbeit schrieb Saxbee über den dänischen Philosophen Søren Kierkegaard. Ab 1968 besuchte er zur Vorbereitung auf das Priesteramt das Cranmer Hall College der University of Durham.
1972 wurde er zum Diakon geweiht, 1973 in der Kathedrale von Exeter zum Priester. 1972 wurde er Hilfsvikar an der Compton Gifford-Kirchengemeinde in Exeter und hatte dieses Amt bis 1977 inne. Im Anschluss war er von 1977 bis 1980 Pfarradministrator (Priest-in-charge) der Weston Mill-Gemeinde in Plymouth in der Diözese von Exeter, ab 1980 bis 1981 dort dann auch Vikar. Er war anschließend von 1981 bis 1987 als Team Vicar bei der Central Exeter Team Ministry als Priester für mehrere Innenstadtgemeinden in Exeter zuständig. Von 1988 bis 1992 war Saxbee Präbendar an der Kathedrale von Exeter. 1992 wurde er zum Archidiakon von Ludlow erhoben und wurde von 1992 bis 1994 gleichzeitig Präbendar an der Kathedrale von Hereford. Ebenso war er in dieser Zeit als Priester für die Landgemeinden Wistanstow und Acton Scott zuständig. Von 1994 bis 2001 war Saxbee als „Bischof von Ludlow“ Suffraganbischof in der Diözese Hereford.
Von 2001 bis 31. Januar 2011 war er der 71. Bischof von Lincoln. Die offizielle Amtseinführung Saxbees fand am 22. März 2002 in der Kathedrale von Lincoln statt.
Saxbee übernahm während seiner Tätigkeit als Priester auch Aufgaben in der kirchlichen Verwaltung. So war er von 1981 bis 1992 Direktor von South West Ministry Training Course, einer ökumenischen Organisation, welche Männer und Frauen auf ihr Priesteramt in der Anglikanischen Kirche vorbereitet. Von 1985 bis 1994 war er außerdem Mitglied der Generalsynode der Anglikanischen Kirche.
Saxbee hatte außerdem Ämter in verschiedenen kirchlichen Organisationen inne. Ab 1997 war er Vorsitzender der Modern Church People’s Union, einer Organisation zur Förderung und Verbreitung des christlichen Glaubens. 1998 wurde er Mitglied des Geschäftsführenden Vorstands von Sprinboard, einer Agentur, die gemeinsam vom Erzbischof von Canterbury und dem Erzbischof von York gegründet worden war, mit dem Ziel der Evangelisierung und christlichen Missionierung. Seit 2002 ist Saxbee Mitglied des Verwaltungsrates am Bishop Grosseteste University College der University of Lincoln.

## Privatleben
Saxbee ist mit Jacqueline Saxbee verheiratet, die in seinem Büro als Sekretärin arbeitet. Er ist Vater einer erwachsenen Tochter. Zu seinen Freizeitaktivitäten zählt Saxbee das Verfolgen von Sportübertragungen im Fernsehen, das Lesen viktorianischer Romane und Musik hören.

## Mitgliedschaft im House of Lords
Saxbee gehörte von 2008 bis 2011 als Geistlicher Lord dem House of Lords an. Er wurde am 1. Juli 2008 in sein Amt eingeführt, gemeinsam mit Eliza Manningham-Buller, Baroness Manningham-Buller. Zu seinen politischen Interessengebieten zählt Saxbee das Erziehungswesen, die Entwicklung des ländlichen Raums, Hochwasserschutz, Lebensmittelkontrolle und Verbraucherschutz, Einwanderungspolitik und Internationale Beziehungen. Von besonderem Interesse sind für ihn die Länder Indien, Schweden, Dänemark und Belgien.

## Wirken in der Öffentlichkeit
1994 veröffentlichte Saxbee das Buch Liberal Evangelism: A flexible response to the decade, in welchem er sich mit dem Verkündigung der Evangeliums und Fragen kirchlicher Toleranz auseinandersetzte. 2009 folgte ein weiteres Buch unter dem Titel No Faith In Religion: some variations on a theme, in dem Saxbee die Herausforderungen der Kirche im 21. Jahrhundert reflektiert. Weitere Kapitel des Buches widmet Saxbee der Dichotomie von Glaube und Religion, der aktuellen Rolle der Church of England und der Kirchenmusik vom Mittelalter bis zu Kompositionen von Andrew Lloyd Webber.
In kirchenrechtlichen Fragen vertritt Saxbee einen liberal-konservativen Standpunkt. Dies zeigte sich auch in seiner generellen Einstellung zur Frage der Homosexualität. Bereits 1998 hatte Saxbee bei der Zwölften Lambeth-Konferenz eine pastorale Bischofserklärung mitunterzeichnet, die sich dafür aussprach, eine vollständige Teilhabe homosexueller Menschen an der Gemeinschaft der Kirche voranzutreiben. 2005 berief Saxbee in der Diözese von Lincoln ein Komitee ein, das liturgische Gebete und Texte entwickeln sollte, die bei Segnungen und Dankgottesdiensten von nichtehelichen Lebensgemeinschaften Anwendung finden sollten. Die erarbeiteten Texte können nach der Entscheidung Saxbees seitdem sowohl bei lesbischen und schwulen Paaren, als auch bei ohne Trauschein zusammenlebenden Paaren, verwendet werden. Saxbee war damit der erste Vertreter der Anglikanischen Kirche, der einen solchen Ritus auf Diözesanebene einführte. Saxbee erklärte, der Ritus stehe in Einklang mit der anglikanischen Glaubenstradition, da die Kirche lediglich den zwischen den Menschen bestehenden Freundschaftsbund segne, jedoch nicht allgemein die gleichgeschlechtliche Ehe oder eheähnliche Lebensgemeinschaften anerkenne. Saxbee lehnte deshalb auch öffentliche kirchliche Segnungen, wie sie bei Eheschließungen üblich sind, ab, erlaubte jedoch Segensgebiete im Familienkreis oder in seiner Privatkapelle, allerdings nicht im Kirchenraum.
Im Juli 2006 gehörte Saxbee zu einer Gruppe von Bischöfen, die Tony Blair vor dem Besitz von Nuklearwaffen warnten. Diese seien bösartig und zutiefst gegen Gott.
Saxbee war am 7. Oktober 2008 bei den Unterzeichnern einer Erklärung, die zum Schutz von Kindern vor seelischer und körperlicher Gewalt aufrief.
Saxbee gehörte 2009 zu den Unterstützern des Living Ghost Statement, einer Kampagne der Bewegung Church Action against Poverty zur Bekämpfung von Mittellosigkeit und Obdachlosigkeit bei Asylbewerbern.